# Inerti
Inerti er et fænomen inden for fysikken og betyder egentlig træghed (latin: iners = doven).
Med andre ord betyder det, at alle legemer, der har en bestemt jævn retlinet fart, vil fortsætte dermed, indtil det bliver påvirket af en kraft, som får det til enten at miste hastighed (negativ acceleration = f.eks. bremseeffekten i en bil, der bremses), at øge sin hastighed (positiv acceleration = f.eks. når man giver et køretøj gas) eller får legemet til at skifte retning (sideværts acceleration = f.eks. når man drejer på rattet i en bil og hjulenes friktion mod vejbanen får bilen til at skifte retning)
Et typisk eksempel på inerti, altså en retlinet bevægelse der sker uden kraftpåvirkning, er en billardkugle, der netop er blevet stødt af sted. Først når kuglen rammer banden eller en anden kugle, skifter den hastighed og retning under påvirkning af den kraftpåvirkning (reaktion), der finder sted ved mødet med det objekt, den støder ind i.
Det skal bemærkes, at man endnu ikke ved hvad der forårsager inerti.

## Linear inerti
Loven om inerti er Newtons første lov. Den siger, at

Et legeme, der ikke er påvirket af nogen resulterende kraft, vil enten være i hvile eller udføre en retlinet, jævn bevægelse.

Der kræves ikke nogen kraft at holde en bevægelse i gang. Tvært imod kræves der kraft for at standse eller hæmme bevægelsen. Tænker man sig et rumfartøj, der bevæger sig uden for jordens (og solens og alle andre himmellegemers) gravitation, vil rumfartøjet kunne fortsætte i det uendelige med samme hastighed i samme retning uden motorkraft, indtil det påvirkes af andre kræfter.
Betingelsen for at en bil bevæger sig med konstant hastighed, er, at bilens motorkraft præcis er stor nok til at overvinde de kræfter i modsat retning af bilens bevægelsesretning, der hæmmer bevægelsen, såsom luftmodstand og gnidningsmodstand samt eventuel modstand forårsaget af tyngdekraften, hvis bilen bevæger sig op ad bakke.
Det fremgår nemlig af Newtons anden lov, at når et legeme er under påvirkning af en resulterende kraft, forekommer der en acceleration. Ved kraftpåvirkning ændrer et legeme altså fart og/eller retning. Uden kraftpåvirkning holder legemet sin hastighed.

## Rotationel inerti
Et legeme som bringes til at rotere om sit eget massemidtpunkt, vil fortsætte med at rotere så længe inertimomentet ikke omsættes til f.eks. friktion eller tappes på anden vis.
Et svinghjul er et eksempel på et legeme, som er designet til at kunne gemme energi i form af rotationsenergi.